# Episodi de I Fantastici Quattro (serie animata 1994) (seconda stagione)
La seconda stagione de I Fantastici Quattro è andata in onda negli Stati Uniti dal 1995 al 1996 ed è composta da 13 episodi.
| Nº st. | Nº tot. | Titolo                                                           | Titolo originale                                   | Prima TV Stati Uniti |
| ------ | ------- | ---------------------------------------------------------------- | -------------------------------------------------- | -------------------- |
| 1      | 14      | Un cieco ci guiderà                                              | And a Blind Man Shall Lead Them                    | 23 settembre 1995    |
| 2      | 15      | La saga degli Inumani - Parte prima - Tra le braccia di Medusa   | Inhumans Saga - Part 1 - And the Wind Cries Medusa | 30 settembre 1995    |
| 3      | 16      | La saga degli Inumani - Parte seconda - Gli Inumani sono tra noi | Inhumans Saga - Part 2 - The Inhumans Among Us     | 7 ottobre 1995       |
| 4      | 17      | La saga degli Inumani - Parte terza - Il grande rifugio          | Inhumans Saga - Part 3 - Beware the Hidden Land    | 14 ottobre 1995      |
| 5      | 18      | Mondi dentro mondi                                               | Worlds Within Worlds                               | 21 ottobre 1995      |
| 6      | 19      | Ego, il pianeta vivente                                          | To Battle the Living Planet                        | 4 novembre 1995      |
| 7      | 20      | T'Challa, la Pantera Nera                                        | Prey of the Black Panther                          | 11 novembre 1995     |
| 8      | 21      | La minaccia di Galactus                                          | When Calls Galactus                                | 18 novembre 1995     |
| 9      | 22      | Incubo in verde                                                  | Nightmare in Green                                 | 25 novembre 1995     |
| 10     | 23      | Da una stella lontana                                            | Behold, a Distant Star                             | 3 febbraio 1996      |
| 11     | 24      | L'Uomo Impossibile                                               | Hopelessly Impossible                              | 10 febbraio 1996     |
| 12     | 25      | Ritorno ad Attilan                                               | The Sentry Sinister                                | 17 febbraio 1996     |
| 13     | 26      | Il giorno del destino                                            | Doomsday                                           | 24 febbraio 1996     |

## Un cieco ci guiderà
- Titolo originale: And a Blind Man Shall Lead Them
- Prima TV Stati Uniti: 23 settembre 1995

Durante uno scontro col Dottor Destino, i Fantastici Quattro rimangono vittime di un'esplosione che fa sì che perdano i loro superpoteri. Mentre Reed tenta di creare un macchinario per far sì che tornino ad averli, il Dottor Destino prende possesso del Baxter Building, il palazzo dove vivono i quattro supereroi. I suddetti, aiutati dal vigilante mascherato Devil, riescono a entrare nel palazzo e a usare il macchinario di Reed per riacquisire i propri poteri, riuscendo così a sconfiggere il Dottor Destino. Durante lo scontro, tuttavia, il Baxter Building viene distrutto.
Basato su: Fantastic Four serie 1 nn. 39 e 40 (in Italia I Fantastici Quattro serie 1 nn. 34 e 35)

## La saga degli Inumani - Parte prima - Tra le braccia di Medusa
- Titolo originale: Inhumans Saga - Part 1 - And the Wind Cries Medusa
- Prima TV Stati Uniti: 30 settembre 1995

I Fantastici Quattro subiscono l'attacco dei Terribili Quattro, un gruppo di supercriminali composto da Wizard, Trapster, Hydro-Man e Medusa. Wizard fa il lavaggio del cervello alla Cosa, mettendolo contro Mister Fantastic, ma i suoi amici riescono a salvarlo. Il gruppo è poi in grado di sconfiggere i Terribili Quattro, ma Medusa riesce a scappare poiché la Torcia Umana se la lascia sfuggire, rimanendone affascinato.
Basato su: Fantastic Four serie 1 nn. 41, 42 e 43 (I Fantastici Quattro serie 1 nn. 36, 37 e 38)

## La saga degli Inumani - Parte seconda - Gli Inumani sono tra noi
- Titolo originale: Inhumans Saga - Part 2 - The Inhumans Among Us
- Prima TV Stati Uniti: 7 ottobre 1995

Johnny, mentre sta andando in auto, viene preso in ostaggio da Medusa, che gli rivela di non ricordare pressoché nulla del suo passato. Alla ragazza torna però la memoria dopo aver incontrato Gorgon, ricordandosi di far parte di un gruppo di persone con superpoteri chiamati Inumani. La Torcia Umana riesce a infiltrarsi tra di loro, facendo credere di essere anche lui un inumano, avendo i superpoteri. Tuttavia il suo inganno viene presto scoperto.
Basato su: Fantastic Four serie 1 nn. 44 e 45 (I Fantastici Quattro serie 1 nn. 40 e 41)

## La saga degli Inumani - Parte terza - Il grande rifugio
- Titolo originale: Inhumans Saga - Part 3 - Beware the Hidden Land
- Prima TV Stati Uniti: 14 ottobre 1995

I Fantastici Quattro e gli Inumani decidono di allearsi per detronizzare Maximus, che si è proclamato re degli Inumani nonostante il vero sovrano sia suo fratello Freccia Nera. Il gruppo raggiunge quindi Attilan, il rifugio degli Inumani, dove i suddetti vivono lontani dagli esseri umani, e qui scoprono che Maximus ha progettato un'arma che avrebbe ucciso tutti gli umani nel mondo, lasciando vivi gli Inumani. La suddetta arma non ha però effetto, dato che esseri umani e Inumani sono in realtà pressoché uguali tra loro, pur essendosi evoluti in maniera diversa. Freccia Nera torna a essere re, ma Maximus riesce a innalzare una barriera attorno al rifugio, così da isolarlo dal mondo degli esseri umani. Vista la situazione Johnny è disperato, dato che si era innamorato di un'inumana di nome Crystal, la sorella di Medusa.
Basato su: Fantastic Four serie 1 nn. 46 e 47 (I Fantastici Quattro serie 1 nn. 42 e 43)

## Mondi dentro mondi
- Titolo originale: Worlds Within Worlds
- Prima TV Stati Uniti: 21 ottobre 1995

Reed scopre un nuovo elemento che proviene da una dimensione che può essere raggiunta rimpicciolendosi. Quando Psycho-Man, sovrano di tale dimensione, lo scopre, vuole riavere la sostanza, e perciò fa il lavaggio del cervello a Sue, trasformandola nella perfida Malice. Mister Fantastic, la Torcia Umana e la Cosa perciò si rimpiccioliscono e vanno nella dimensione di Psycho-Man, dove riescono a recuperare Sue, a sconfiggere Psycho-Man e a scappare.
Basato su: Fantastic Four serie 1 nn. 76, 77, 280, 281, 282 e 283 (I Fantastici Quattro serie 1 nn. 73, 74 e Fantastici Quattro nn. 54, 55, 56 e 57)

## Ego, il pianeta vivente
- Titolo originale: To Battle the Living Planet
- Prima TV Stati Uniti: 4 novembre 1995

Sulla Terra si stanno verificando diverse calamità, la colpa è di Ego, un pianeta vivente. I Fantastici Quattro vanno quindi su Ego con Thor, il dio del tuono, per tentare di fermarlo, ma Mister Fantastic si rende conto che l'unico modo per riuscirci è chiedere aiuto a Galactus. Quest'ultimo accetta di aiutarli, sconfiggendo Ego, ma in cambio vuole che il suo patto di non cibarsi della Terra venga sciolto. Al momento ciò non è nei suoi piani, ma Mister Fantastic è convinto che un giorno il divoratore di mondi tornerà.
Basato su: Fantastic Four serie 1 nn. 234 e 235 (Fantastici Quattro nn. 6 e 7)
Nota: All'inizio dell'episodio fanno una breve apparizione i Vendicatori, formati in questo caso da Iron Man, Capitan America, Visione, She-Hulk, Golia ed Ercole.

## T'Challa, la Pantera Nera
- Titolo originale: Prey of the Black Panther
- Prima TV Stati Uniti: 11 novembre 1995

T'Challa, sovrano del regno di Wakanda, si sta allenando duramente, utilizzando un travestimento che lo fa somigliare a una pantera nera, per sconfiggere Ulysses Klaue, il responsabile della morte di suo padre T'Chaka. Dopo essersi allenato parecchio, T'Challa rapisce i Fantastici Quattro per vedere se fosse in grado di batterli, senza però riuscirci. I quattro comunque decidono di aiutarlo a sconfiggere Klaue, che però è dotato di un macchinario che gli permette di trasformare il suono in forme solide, come enormi animali. I supereroi e T'Challa riusciranno a sconfiggerlo.
Basato su: Fantastic Four serie 1 nn. 52 e 53 (I Fantastici Quattro serie 1 nn. 48 e 49)

## La minaccia di Galactus
- Titolo originale: When Calls Galactus
- Prima TV Stati Uniti: 18 novembre 1995

Johnny conosce Frankie, una ragazza che, come lui, è dotata di superpoteri legati al fuoco. I due comincino ad avere una relazione amorosa ma, proprio quando tutto sembra andare per il meglio, la Terra subisce l'attacco di Terrax, il nuovo araldo di Galactus, che ha tradito il suo padrone facendolo cibare di un pianeta estremamente inquinato, avvelenandolo. I Fantastici Quattro riescono a sconfiggerlo, ma Galactus, essendo in fin di vita, vuole cibarsi della Terra. Interviene quindi Thor, ma alla fine sarà il motociclista Ghost Rider a riuscire a fermarlo. Per salvare la vita a Galactus, Frankie decide di diventare il suo nuovo araldo, col nome di Nova. A questo punto Galactus promette di risparmiare la Terra e torna nello spazio.
Basato su: Fantastic Four serie 1 nn. 242, 243 e 244 (Fantastici Quattro nn. 14, 15 e 16)

## Incubo in verde
- Titolo originale: Nightmare in Green
- Prima TV Stati Uniti: 25 novembre 1995

Reed sta lavorando alla ricerca di un modo per far tornare a Ben l'aspetto di un tempo (avendo assunto un aspetto mostruoso dopo aver acquisito i superpoteri) assieme al dottor Bruce Banner, che in segreto si trasforma, involontariamente, in Hulk, un grosso mostro verde pressoché invincibile. Il Dottor Destino scopre questo segreto, e fa credere a Hulk che Rick Jones, che considera il suo unico amico, l'abbia abbandonato per stare coi Fantastici Quattro, e lo convince perciò a sbarazzarsi dei supereroi. I quattro sono perciò in seria difficoltà, ma Alicia, che riesce a percepire l'agonia provata da Hulk, riesce a calmarlo.
Note: quest'episodio, assieme a Hulk Buster di Iron Man, funge da pilota per la serie L'incredibile Hulk. Nell'episodio compaiono, in brevi cammei, il Ragno Rosso, gli X-Men (più precisamente Ciclope, Jean Grey, Gambit, Wolverine e Tempesta) e Fenomeno.

## Da una stella lontana
- Titolo originale: Behold, a Distant Star
- Prima TV Stati Uniti: 3 febbraio 1996

Franklin Storm, il padre di Johnny e Sue, che quasi tutti credevano morto, rivela di essere in realtà ancora in vita, pur essendo fuggito per essere stato accusato di omicidio. Il suo ritorno è tuttavia molto breve, in quanto muore poco dopo per proteggere i Fantastici Quattro da una bomba degli Skrull. I quattro supereroi vanno quindi sul pianeta di tali alieni, dove tuttavia i loro poteri hanno poco effetto, e dove vengono arrestati da uno di loro, Morrat. I quattro, con astuzia, riescono però a recuperare i propri superpoteri. Dopo una colluttazione Morrat muore, e i Fantastici Quattro tornano sulla Terra.
Basato su: Fantastic Four serie 1 n. 37 (I Fantastici Quattro serie 1 n. 32)
Nota: in quest'episodio fa un breve cammeo Devil, e viene inoltre nominato il suo alter ego Matt Murdock.

## L'Uomo Impossibile
- Titolo originale: Hopelessly Impossible
- Prima TV Stati Uniti: 10 febbraio 1996

L'Uomo Impossibile, un alieno del pianeta Poppup, decide di visitare i Fantastici Quattro, e trova quindi Johnny alle prese con Lockjaw, l'animale domestico degli Inumani, che è riuscito a fuggire dalla barriera attorno ad Attilan tramite i suoi superpoteri legati al teletrasporto. Johnny vorrebbe riuscire a oltrepassare anche lui la barriera ma, nonostante l'aiuto di Lockjaw e dell'Uomo Impossibile (che nel frattempo sconfigge uno Skrull) non ci riesce.
Nota: quest'episodio funge da clip show, mostrando scene tratte dagli episodi precedenti.

## Ritorno ad Attilan
- Titolo originale: The Sentry Sinister
- Prima TV Stati Uniti: 17 febbraio 1996

Freccia Nera riesce a distruggere la barriera attorno ad Attilan utilizzando la sua potente voce distruttiva, col risultato che però l'intera città si riduce a un cumulo di macerie. Attilan deve quindi essere ricostruita, ma Freccia Nera dà a Crystal il permesso di rimanere alcuni giorni col suo amato Johnny. Nel frattempo Reed, Sue e Ben sono andati in vacanza nell'isola di Tee Vu Island, dove però hanno a che fare con un robot degli alieni Kree programmato per distruggere tutti gli "intrusi". I tre, raggiunti da Johnny e Crystal, riescono a sconfiggerlo, facendo però sprofondare l'isola nella lava.
Basato su: Fantastic Four serie 1 n. 64 (I Fantastici Quattro serie 1 n. 61)
Nota: il titolo italiano risulta essere sbagliato in quanto nell'episodio nessuno torna ad Attilan, anche se gli Inumani riescono a uscirci.

## Il giorno del destino
- Titolo originale: Doomsday
- Prima TV Stati Uniti: 24 febbraio 1996

Il Dottor Destino riesce a prendere nuovamente possesso dei poteri cosmici di Silver Surfer, grazie ai quali è intenzionato a conquistare il mondo. Reed studia però un modo per sconfiggerlo, e fa così produrre dalle industrie del miliardario Tony Stark un dispositivo che dovrebbe togliergli il potere cosmico. Ciò non funziona, ma Reed fa spedire il dispositivo al di fuori dell'atmosfera terrestre e, dato che Destino vuole seguirlo per distruggerlo, finisce nello spazio, dove il potere cosmico non funziona, essendo uscito dall'area delimitata da Galactus. I poteri tornano quindi a Silver Surfer.